# Pseudepipona sellata
Pseudepipona sellata är en stekelart som först beskrevs av Moravitz 1885.  Pseudepipona sellata ingår i släktet Pseudepipona och familjen Eumenidae. Inga underarter finns listade i Catalogue of Life.